# John Marshall (hockey sur glace)
Pour les articles homonymes, voir John Marshall.
Temple de la renommée : 1965
John Calder Marshall, dit Jack Marshall, (né le 14 mars 1877 à Saint-Vallier, dans la province de Québec au Canada - mort le 7 août 1965 à Montréal dans la province de Québec au Canada) est un joueur professionnel québécois de hockey sur glace.

## Carrière en club
En 1894, il passe professionnel avec les St. Charles de Montréal dans la CAHS.

## Statistiques
| Saison     | Équipe                                  | Ligue         |                            | Saison régulière           | Saison régulière           | Saison régulière           | Saison régulière           | Saison régulière           |                            | Séries éliminatoires       | Séries éliminatoires       | Séries éliminatoires       | Séries éliminatoires | Séries éliminatoires |
| Saison     | Équipe                                  | Ligue         | PJ                         | B                          | A                          | Pts                        | Pun                        | PJ                         | B                          | A                          | Pts                        | Pun                        |                      |                      |
| 1894-1895  | St. Charles de Montréal                 | CAHS          | Statistiques indisponibles | Statistiques indisponibles | Statistiques indisponibles | Statistiques indisponibles | Statistiques indisponibles | Statistiques indisponibles | Statistiques indisponibles | Statistiques indisponibles | Statistiques indisponibles | Statistiques indisponibles |                      |                      |
| 1895-1896  | St. Charles de Montréal                 | CAHS          | Statistiques indisponibles | Statistiques indisponibles | Statistiques indisponibles | Statistiques indisponibles | Statistiques indisponibles | Statistiques indisponibles | Statistiques indisponibles | Statistiques indisponibles | Statistiques indisponibles | Statistiques indisponibles |                      |                      |
| 1896-1897  | St. Charles de Montréal                 | CAHS          | Statistiques indisponibles | Statistiques indisponibles | Statistiques indisponibles | Statistiques indisponibles | Statistiques indisponibles | Statistiques indisponibles | Statistiques indisponibles | Statistiques indisponibles | Statistiques indisponibles | Statistiques indisponibles |                      |                      |
| 1897-1898  | St. Charles de Montréal                 | CAHS          | Statistiques indisponibles | Statistiques indisponibles | Statistiques indisponibles | Statistiques indisponibles | Statistiques indisponibles | Statistiques indisponibles | Statistiques indisponibles | Statistiques indisponibles | Statistiques indisponibles | Statistiques indisponibles |                      |                      |
| 1898-1899  | Victorias de Winnipeg                   | WPSHL         | Statistiques indisponibles | Statistiques indisponibles | Statistiques indisponibles | Statistiques indisponibles | Statistiques indisponibles | Statistiques indisponibles | Statistiques indisponibles | Statistiques indisponibles | Statistiques indisponibles | Statistiques indisponibles |                      |                      |
| 1899-1900  | Victorias de Winnipeg                   | WPSHL         | Statistiques indisponibles | Statistiques indisponibles | Statistiques indisponibles | Statistiques indisponibles | Statistiques indisponibles | Statistiques indisponibles | Statistiques indisponibles | Statistiques indisponibles | Statistiques indisponibles | Statistiques indisponibles |                      |                      |
| 1900-1901  | Victorias de Winnipeg                   | WPSHL         | Statistiques indisponibles | Statistiques indisponibles | Statistiques indisponibles | Statistiques indisponibles | Statistiques indisponibles | Statistiques indisponibles | Statistiques indisponibles | Statistiques indisponibles | Statistiques indisponibles | Statistiques indisponibles |                      |                      |
| 1900-1901  | Victorias de Winnipeg                   | Coupe Stanley | -                          | -                          | -                          | -                          | -                          | 2                          | 0                          | 0                          | 0                          | 0                          |                      |                      |
| 1901-1902  | Hockey Club de Montréal                 | CAHL          | 8                          | 11                         | 0                          | 11                         | 8                          | -                          | -                          | -                          | -                          | -                          |                      |                      |
| 1901-1902  | Hockey Club de Montréal                 | Coupe Stanley | -                          | -                          | -                          | -                          | -                          | 3                          | 2                          | 0                          | 2                          | 8                          |                      |                      |
| 1902-1903  | Hockey Club de Montréal                 | CAHL          | 2                          | 8                          | 0                          | 8                          | 3                          | -                          | -                          | -                          | -                          | -                          |                      |                      |
| 1902-1903  | Hockey Club de Montréal                 | Coupe Stanley | -                          | -                          | -                          | -                          | -                          | 4                          | 7                          | 0                          | 7                          | 2                          |                      |                      |
| 1903-1904  | Wanderers de Montréal                   | FAHL          | 4                          | 11                         | 0                          | 11                         | 6                          | -                          | -                          | -                          | -                          | -                          |                      |                      |
| 1903-1904  | Wanderers de Montréal                   | Coupe Stanley | -                          | -                          | -                          | -                          | -                          | 1                          | 1                          | 0                          | 1                          | 0                          |                      |                      |
| 1904-1905  | Wanderers de Montréal                   | FAHL          | 8                          | 17                         | 0                          | 17                         | 9                          | -                          | -                          | -                          | -                          | -                          |                      |                      |
| 1905-1906  | Club de hockey professionnel de Toronto | Exhibition    | Statistiques indisponibles | Statistiques indisponibles | Statistiques indisponibles | Statistiques indisponibles | Statistiques indisponibles | Statistiques indisponibles | Statistiques indisponibles | Statistiques indisponibles | Statistiques indisponibles | Statistiques indisponibles |                      |                      |
| 1906-1907  | Montagnards de Montréal                 | FAHL          | 3                          | 6                          | 0                          | 6                          | 0                          | -                          | -                          | -                          | -                          | -                          |                      |                      |
| 1906-1907  | Wanderers de Montréal                   | ECAHA         | 3                          | 6                          | 0                          | 6                          | 0                          | -                          | -                          | -                          | -                          | -                          |                      |                      |
| 1906-1907  | Wanderers de Montréal                   | Coupe Stanley | -                          | -                          | -                          | -                          | -                          | 1                          | 1                          | 0                          | 1                          | 0                          |                      |                      |
| 1907-1908  | Shamrocks de Montréal                   | ECAHA         | 9                          | 20                         | 0                          | 20                         | 13                         | -                          | -                          | -                          | -                          | -                          |                      |                      |
| 1908-1909  | Shamrocks de Montréal                   | ECHA          | 12                         | 10                         | 0                          | 10                         | 14                         | -                          | -                          | -                          | -                          | -                          |                      |                      |
| 1910       | Wanderers de Montréal                   | ANH           | 12                         | 2                          | 0                          | 2                          | 8                          | -                          | -                          | -                          | -                          | -                          |                      |                      |
| 1909-1010  | Wanderers de Montréal                   | Coupe Stanley | -                          | -                          | -                          | -                          | -                          | 1                          | 0                          | 0                          | 0                          | 0                          |                      |                      |
| 1910-1911  | Wanderers de Montréal                   | ANH           | 5                          | 1                          | 0                          | 1                          | 2                          | -                          | -                          | -                          | -                          | -                          |                      |                      |
| 1911-1912  | Wanderers de Montréal                   | ANH           | 3                          | 0                          | 0                          | 0                          | 0                          | -                          | -                          | -                          | -                          | -                          |                      |                      |
| 1912-1913  | Blueshirts de Toronto                   | ANH           | 15                         | 3                          | 0                          | 3                          | 8                          | -                          | -                          | -                          | -                          | -                          |                      |                      |
| 1913-1914  | Blueshirts de Toronto                   | ANH           | 20                         | 3                          | 3                          | 6                          | 16                         | 2                          | 0                          | 0                          | 0                          | 0                          |                      |                      |
| 1913-1914  | Blueshirts de Toronto                   | Coupe Stanley | -                          | -                          | -                          | -                          | -                          | 3                          | 1                          | 0                          | 1                          | 2                          |                      |                      |
| 1914-1915  | Blueshirts de Toronto                   | ANH           | 4                          | 0                          | 1                          | 1                          | 8                          | -                          | -                          | -                          | -                          | -                          |                      |                      |
| 1915-1916  | Wanderers de Montréal                   | ANH           | 15                         | 1                          | 0                          | 1                          | 2                          | -                          | -                          | -                          | -                          | -                          |                      |                      |
| 1916-1917  | Wanderers de Montréal                   | ANH           | 8                          | 0                          | 0                          | 0                          | 3                          | -                          | -                          | -                          | -                          | -                          |                      |                      |
| Totaux ANH | Totaux ANH                              | Totaux ANH    | 80                         | 10                         | 4                          | 14                         | 47                         | 2                          | 0                          | 0                          | 0                          | 0                          |                      |                      |

## Trophées et distinstions

### WPSHL
- Il remporte la Coupe Stanley avec les Victorias de Winnipeg en 1900-1901.

### CAHL
- Il remporte la Coupe Stanley avec le Hockey Club de Montréal en 1901-1902 et en 1902-1903.

### ECAHA
- Il remporte la Coupe Stanley avec les Wanderers de Montréal en 1906-1907 et en 1909-1010.

### ANH
- Il remporte la Coupe Stanley avec les Blueshirts de Toronto en 1913-1914.

### Temple de la renommée
- Il est intronisé en 1965.